# Laelia anceps

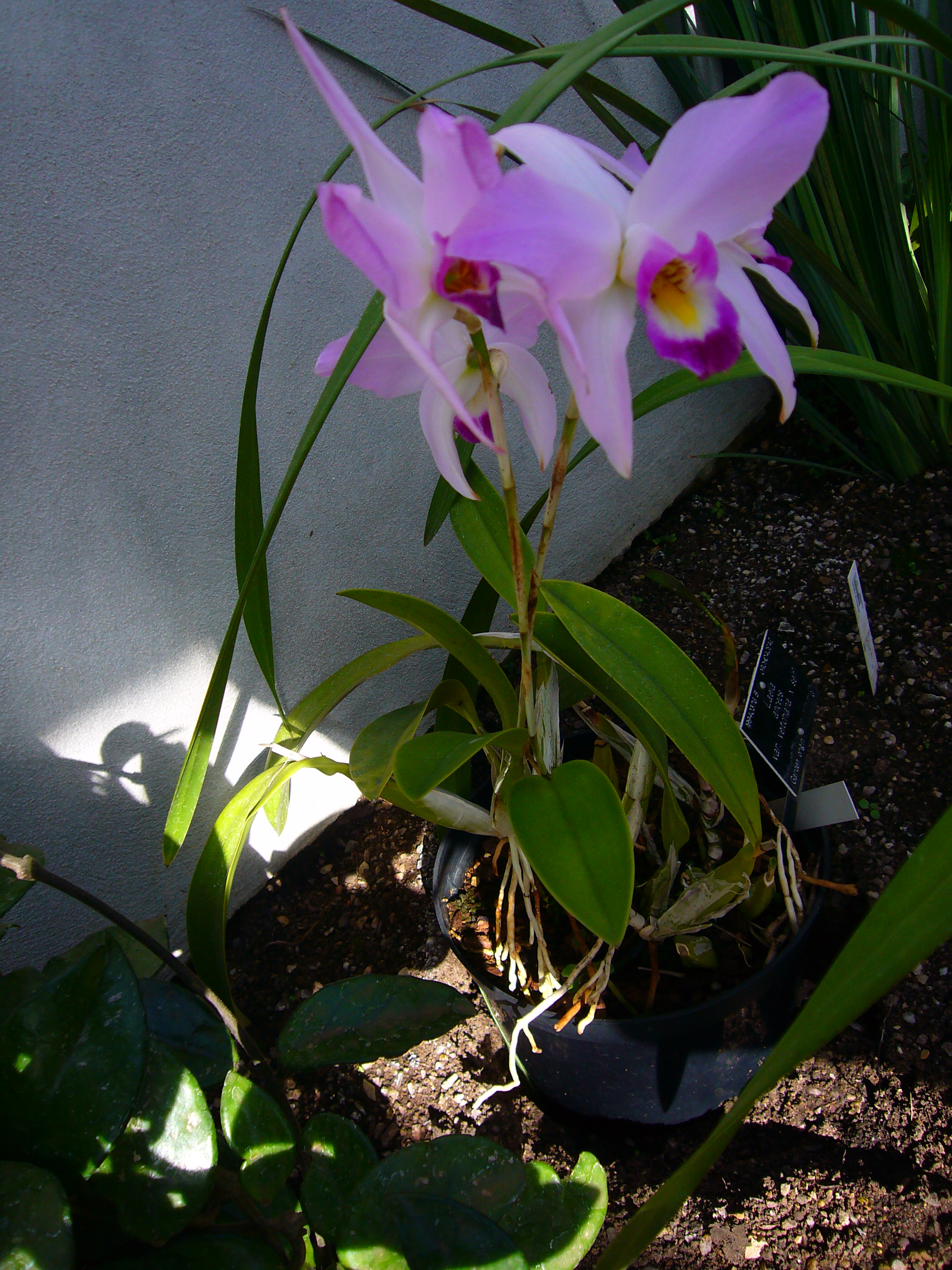
Vista de la planta

Laelia anceps es una especie de planta epifita que pertenece a la familia de las orchidaceae.

## Distribución
Se distribuye desde Tamaulipas a Veracruz México y raramente en Guatemala y Honduras, a una altura entre los 600 y 1,300 m s. n. m.

## Descripción
Tiene pseudobulbos de unos 6 a 10 cm de longitud,  ovoides de color verde amarillento, que están claramente separados a lo largo de un fuerte rizoma. Cada pseudobulbo con 4 costillas cuenta con una hoja cérea y aspecto de cuero de unos 20 cm de longitud, durante la floración desarrolla un pedúnculo floral apical de hasta 80 centímetros de altura donde desarrolla de 2 a 4 flores color rosa violáceo con labelo en color violeta oscuro y un aroma agradable a miel, también hay una variedad albina muy apreciada así como otras subspecies y numerosos híbridos de diversas tonalidades, su floración se da durante el otoño y crece en bosques de encino en climas templados.

## Taxonomía

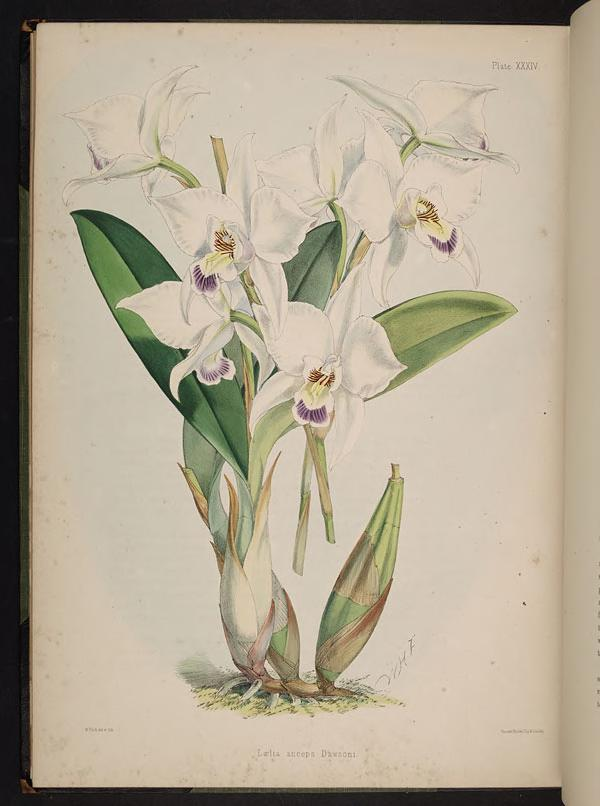
Ilustración realizada entre 1865 y 1875

Laelia anceps fue descrita por Bateman ex Lindl. y publicado en  Edwards's Botanical Register 21: t. 1751. 1836[1835].
Etimología
Laelia: nombre genérico que ha sido nombrado por "Laelia", una de las vírgenes vestales, o por el nombre romano de "Laelius", perteneciente a una antigua familia romana.
anceps: epíteto latíno que significa "de doble filo; o también dudoso, incierto"
Sinonimia
- Amalias anceps (Lindl.) Hoffmanns.
- Amalia anceps (Lindl.) Heynh.
- Cattleya anceps (Lindl.) Beer
- Bletia anceps (Lindl.) Rchb.f.[3][4]